# بيت مفتاح (بني مطر)

تعديل مصدري - تعديل

بيت مفتاح هي إحدى قرى عزلة جبل النبي شعيب بمديرية بني مطر التابعة لمحافظة صنعاء، بلغ تعداد سكانها 76 نسمة حسب تعداد اليمن لعام 2004.